# Пановецкий сельский совет (Борщёвский район)
Пановецкий сельский совет (укр. Панівецька сільська рада) — входит в состав
Борщёвского района
Тернопольской области
Украины.
Административный центр сельского совета находится в 
с. Пановцы.

## Населённые пункты совета
- с. Пановцы
- с. Завалье